# Баграт I (ерісмтавар)
Баграт I Великий (до 822 — 876) — 13-й ерісмтавар (верховний князь) Іберії в 839—876 роках.

## Життєпис
Старший син Ашота I, ерісмтавара Іберії. За деякими відомостями народився 822 року. Втім видається досить дивним, що після загибелі його батька 826 року він негайно успадкував його володіння, а також отримав візантійський титул куропалата. При цьому, згідно грузинського історика X століття Георгія Мерчулі, це сталося за згодою його братів — Адарнасе і Гуарама. В свою чергу Баграт I надав брату частину володінь та титул еріставі. Відповідно він посів трон у віці 4 років, при цьому немає згадок про опікунів чи регентів, а він сам керував державою. Напевне 822 рік є першою письмовою згадкою Баграта, а народився він набагато раніше. За ще однією версією він насправді народився близько 822 року, а тому після смерті батька не міг повноцінно панувати. З огляду на це керування перейшло до арабського валі Вірменії або Тбіліського еміра. Лише 839 року після повноліття Баграт перебрав владу. Але це протирічить грузинським джерелам, згідно з яким він отримав титул куропалата у 830 році.
Невдовзі змушений був протистояти Ваче Квабулідзе, еріставі-хорєпіскопу Кахетії, що претендував на область Шида Іберія. Вже 826 року багдадський халіф аль-Мамун відмовився визнати його титул ерісмтавара та наказав зайняти центральну Іберію. Сам Баграт I відступив до Кларджеті.
У 829—830 роках протистояв Халіду ібн Язіду, валі аль-Армінії, в спробі повернути Шида Іберію. Невдалі війни з арабами, а потім з Абхазьким царством, відсутність допомоги з боку Візантії. 838 року імператор Феофіл зазнав тяжкої поразки від арабів. Тому 839 року Баграт I визнав зверхність халіфа, за що отримав визначення ерісмтавара та частину Іберійського князівства.
У 842 році Баграт I брав участь в поході Мухаммеда ібн Халіда, намісником халіфа на Кавказі, проти бунтівного Сааки ібн Ісмаїла, еміра Тбілісі. Похід виявився невдалим, в битві біля міста Рех жодна зі сторін не досягла успіху. До того ж проти Баграта I повстав його молодший брат Гуарам, підтриманий частиною знаті, невдаволенною зближенням з халіфатом. Зрештою Баграт I змушений був надати братові більше самостійності й область Квемо-Картлі, замиритися з Саакою ібе Ісмаїлом, якому поступився Шида Іберією.
У серпні 853 року знову доєднався до арабського походу під командуванням буги аль-Кабірі проти тбіліського еміра. Цього разу вдалося захопити місто та стратити Сааку. За це Баграт I отримав область Шида Іберію. Втім це спричинило війну з Деметре II, царем Абхазії, проти якого Буга відправив Баграта I і арабського військовика Зірака (Зіраба). Вони з великими труднощами завдали поразки абхазькому війську в битві при Кверцхобі. Проте на зворотному шляху зазнали поразки від Самуїла Донаурі, князя Кахетії. Останній невдовзі змусив Бугу аль-Кабіра залишити Кавказ.
У 860-х роках воював проти Георгія I, царя Абхазії. Внаслідок поразок іберійський князь втратив Шида Іберію. На останні роки панування Баграта I припало нове протистояння з братами Гуарамом і Адарнасе, які фактично стали незалежними з титулами еріставт-еріставі (князь князів).
Помер Баграт I 876 року. Йому спадкував син Давид I.

## Меценатство
Був покровителем великомасштабного чернечого руху в Кларджеті. Він надав матеріальну допомогу ченцю Григола Хандзтелі в будівництві монастирського храму в Хандзті і допоміг побудувати монастирі Шатберді і Ішхані.

## Родина
Дружина — донька Смбата VIII Багратуні, ішхана Вірменії
Діти:
- Давид (д/н—876), ерісмтавара Іберії
- Адарнасе (д/н—874)
- Ашот (д/н—885)